# Diospyros flavocarpa
Diospyros flavocarpa là một loài thực vật có hoa trong họ Thị. Loài này được (Vieill. ex P.Parm.) F.White mô tả khoa học đầu tiên năm 1992.